# 機場北駅 (済南市)
機場北駅（きじょうきた-えき）は中華人民共和国山東省済南市歴城区に位置する済南地下鉄3号線の未開業駅。済南遥墻国際空港のターミナルで建設中である。

## 駅周辺
- 済南遥墻国際空港 - 周辺の駅としては現在は当駅の南に開業した機場南駅のみが営業している。